# Emilia Tłumak
Emilia Tłumak, z d. Lamparska (ur. 15 sierpnia 1982 w Toruniu) – polska koszykarka, występująca na pozycji skrzydłowej, reprezentantka Polski, medalistka mistrzostw Polski, obecnie grająca trenerka Energi Toruń.

## Kariera sportowa

### Kariera klubowa
Karierę sportową rozpoczęła w klubie AZS Zapolex Toruń w 1997, w którym występowała do 2001. Następnie była zawodniczką Ślęzy Wrocław (2001/2002 i brązowy medal mistrzostw Polski), Quay POSiR Poznań (2002/2003) i MTK Pabianice, kontynuatorem tradycji sportowych Włókniarza Pabianice (2003-2007 i dwa brązowe medale mistrzostw Polski w 2004 i 2006). Od 2007 jest zawodniczką Energi Toruń, z którą zdobyła brązowy medal mistrzostw Polski w 2012 (sezon 2009/2010 zakończony dla toruńskiego klubu brązowym medalem MP opuściła z powodu kontuzji i ciąży). Jesienią 2013 doznała kolejnej kontuzji i nie wróciła do gry, a w październiku 2014 urodziła drugie dziecko. Planowała powrócić do gry w rundzie wiosennej sezonu 2014/2015, ale kolejny raz doznała kontuzji i do toruńskiego zespołu powróciła dopiero w listopadzie 2015.

### Kariera reprezentacyjna
Występowała w reprezentacji Polski w różnych grupach wiekowych, grała m.in. na mistrzostwach Europy juniorek w 2000 (3. miejsce), mistrzostwach Europy juniorek starszych w 2000 (9. miejsce) 2005 (2. miejsce) oraz mistrzostwach świata juniorek w 2001 (10. miejsce). W reprezentacji seniorskiej występowała od 2003, uczestniczyła w Mistrzostwach Europy w 2005 (7. miejsce).

## Osiągnięcia
Drużynowe
- Brązowa medalistka mistrzostw Polski (2002, 2004, 2006, 2010, 2012)
- Finalistka pucharu Polski (2004, 2011, 2015, 2019)[1]
- Uczestniczka rozgrywek Eurocup (2010/2011, 2017/2018)

Reprezentacja
- Brązowa medalistka mistrzostw Europy U–18 (2000)
- Uczestniczka:
  - mistrzostw Europy (2005 – 7. miejsce)
  - kwalifikacji do mistrzostw Europy (2003, 2005, 2007)
  - mistrzostw:
    - świata U–19 (2001 – 10. miejsce)
    - Europy U–20 (2000 – 9. miejsce)